# Henrik Nilsson (roddare)
Henrik Nilsson, född 1 mars 1969, är en svensk roddare som representerade Sverige vid olympiska sommarspelen i Atlanta 1996. Han är dessutom den enda svensk som deltagit i The Boat Race mellan Oxford och Cambridge.
Vid OS i Atlanta rodde Nilsson skullerfyra tillsammans med Johan Flodin, Fredrik Hultén och Pontus Ek, under landslagsledning av Thor Nilsen. Nilssons båt nådde A-final och placerade sig på sjätte plats. Det är en av de högsta placeringarna vid olympiska spel som svenska roddare nått. 
Han rodde för Oxford i anrika The Boat Race. Nilsson var den förste och hittills enda svensk som deltagit i The Boat Race. Nilsson deltog 1998 och 1999. 1999 rodde han på den ledande positionen stråk.